# Supercoppa del Vietnam 2024
La Supercoppa del Vietnam 2024, nota come Cúp Thaco 2024 per motivi di sponsorizzazione, è stata la venticinquesima edizione della Supercoppa del Vietnam, che si è svolta in un incontro unico il 31 agosto 2024 tra il vincitore del campionato e quello della coppa nazionale, rispettivamente Nam Định e Thanh Hóa, vedendo la prima prevalere sull'altra e aggiudicarsi il trofeo per la prima volta nella propria storia.

## Le squadre
| Squadre   | Qualificazione                              | Partecipazioni precedenti (il grassetto indica la vittoria) |
| --------- | ------------------------------------------- | ----------------------------------------------------------- |
| Nam Định  | Vincitrice della V League 1 2023-2024       | 1 (2007)                                                    |
| Thanh Hóa | Vincitrice della Coppa di Vietnam 2023-2024 | 2 (2009, 2023)                                              |

## Tabellino
| Arbitro: | Nasaruddin |

|                                |           |  |
| Xuân Son 51’, 71’ Văn Công 65’ | Marcatori |  |